# Roos Ouwehand
Roos Ouwehand (Leidschendam, 28 oktober 1968) is een Nederlands actrice en scenarioschrijfster. Naast het acteren schrijft ze columns voor NRC Handelsblad.

## Biografie
Ze doorliep de middelbare school op het Gemeentelijk gymnasium in Hilversum. Ze deed een poging Engels te studeren, maar die poging strandde al snel. Tussen 1989 studeerde ze aan Toneelschool Amsterdam. Ze was toen al werkzaam bij Toneelgroep Amsterdam van Gerardjan Rijnders, waar ze tot 1999 speelde. Haar laatste stuk was daar The massacre of Paris, de eerste productie van Ivo van Hove. In 1997 won ze de Colombina voor de beste vrouwelijke (bij)rol in het vier uur durende Een soort Hades. 
Ze speelde in films als Filmpje! van Paul de Leeuw, Advocaat van de Hanen en Leef!. Op televisie is ze bekend van haar rol als Zeeuws Meisje in de gelijknamige jeugdserie, haar rol als Hannah de Swaan in Keyzer & De Boer Advocaten (2005-2008) en van haar rol als Mylene Mortanges in Bloedverwanten (2010-2014).
In 2009 publiceerde ze een boek over de acteur Joop Admiraal. In 2013 maakte haar debuut als scenarioschrijver van de serie Doris, in de latere film uit 2018 speelde ze bovendien de rol Sarah. 
In december 2022 ging de film Piece of my heart in première; een film van Dana Nechustan over de twee ballerina’s en vriendinnen Olga en Irma. Ze werkt dat jaar ook aan een werk voor jeugdvriendin Tjitske Reidinga. Voorts is er voorbereidend werk voor seizoen 6 van Oogappels en rondde ze na vijf jaar haar project De Joodse Raad af. Voorts werkte ze aan Modern Love Amsterdam, waarbij haar zoon Joost Boeke productieassistent was, voor Amazon Prime. 
Roos Ouwehand is gescheiden van acteur Jasper Boeke en is moeder van twee kinderen. Ze is sinds de middelbare school bevriend met Robert Alberdingk Thijm.

## Filmografie

### Actrice
- 1995 - Filmpje! - Marie Louise de Rooy
- 1996 - Advocaat van de Hanen - Roxanne
- 1998 - Het 14e kippetje - Aafje
- 2004 - Amazones - Natasja
- 2005 - Leef! - Sybille
- 2005 - Het mysterie van de sardine - Marjolein
- 2007 - Een trui voor kip Saar (korte film)
- 2008 - TBS - ontvoerde therapeute
- 2009 - Annie M.G. Schmidt - Jeanne
- 2010 - Schemer - Anna
- 2011 - Even (korte film)
- 2012 - De groeten van Mike - kinderrechter
- 2013 - Spijt! - moeder van David
- 2013 - APP - Iris (stemrol)
- 2014 - Assepoester: Een Modern Sprookje (televisiefilm) - Rijke dame
- 2015 - Schone Handen - directrice school
- 2017 - Het bestand (televisiefilm) - Ineke
- 2018 - Doris - Sarah

### Scenario
- 2014 - Assepoester: Een Modern Sprookje (televisiefilm)
- 2015 - Sneeuwwitje en de zeven kleine mensen (televisiefilm)
- 2016 - De Prinses op de Erwt: Een Modern Sprookje (televisiefilm)
- 2016 - Bouquetreeks De Film: Trots & Verlangen (televisiefilm)
- 2018 - Doris
- 2019 - Mi Vida
- 2022 – ‘’Piece of my heart’’

## Televisie

### Actrice
- 1993 -  Coverstory (afl. "Geritsel in de kampong") - Bibliothecaresse
- 1994 - Seth & Fiona (afl. "Trouwdag") - De dochter van Arend van der Valk
- 1995 - De Buurtsuper - Carly
- 1998 - Zeeuws Meisje - Zeeuws Meisje
- 1998 - Goede daden bij daglicht
- 1998 - Het jaar van de opvolging
- 1999 - Baantjer (afl. "De Cock en de moord aan boord") - Louise van Staveren-Harinxma
- 2000/2001 -Wet & Waan - gastrol
- 2002 - Russen (afl. "De doos van Pandora") - Petra Krijgsman
- 2003 - Ernstige Delicten (afl. "Kidnap") - Clarissa van Gennep
- 2005 - Keyzer & De Boer Advocaten - Hannah de Swaan (2005-2008)
- 2006 - Van Speijk (afl. "De eerste klap is geen daalder waard") - Elsemieke
- 2006 - Waltz - Vrouw Stroom
- 2009 - Annie M.G. Schmidt - Jeanne
- 2010-2014 - Bloedverwanten - Mylene Mortanges
- 2010 - Den Uyl en de Affaire Lockheed - prinses Beatrix
- 2010-2011 - De bende van Sjako - Wilma Muller[1]
- 2010-2011 - Iedereen is gek op Jack - Chantal
- 2011 - Flikken Maastricht (afl. "Verzorgd") - Nora van der Geest
- 2011 - Verborgen Gebreken - Emilie Hendriks
- 2013 - Doris - Saar
- 2015 - De Affaire (afl. "Het mislukte fotorolletje" en "Prism") - Joke Groeneveld
- 2016 - Vlucht HS13 - Marieke Kraamer-de Bruin

### Scenario
- 2018 - Doris
- 2019-heden - Oogappels
- 2024 - De Joodse Raad (met Paul Jan Nelissen)

## Theater

### Actrice
- 1989 - Voorjaarsontwaken[2]
- 1990 - Antigone - Antigone[3]
- 1992 - De vrouw van de zee - Hilde
- 1992 - Bergtaal / Party time
- 1994 - Elisabeth II - meerdere rollen[4]
- 1994 - Ilias
- 1995 - Momenten van geluk
- 1996 - Kom liefje, mijn beste vrienden walgen van me ('t Is geen vioolconcert) - Lisa[5]
- 1996 - De Drang - Mitzi
- 1996 - Licht
- 1997 - Een soort Hades - Marie
- 1998 - Oom Wanja
- 1999 - De Cid - Jimena
- 1999 - En[6]
- 2001 - The massacre at Paris - Marguerite / Vrouw van Seroune[7]
- 2001 - Oidipous in Kolonos[8]
- 2009 - De God van de Slachting - Veronique Martin
- 2010 - De Drang
- 2010 - De Ideale vrouw
- 2011 - Augustus: Oklahoma - Karen Weston[9]
- 2013 - Honingjagers[10]

### Auteur
- 1996 - De dagen van Leopold Mangelmann ('t Is geen vioolconcert) - Arnon Grunberg, Kees Hulst, Roos Ouwehand[11]
- 1996 - Kom liefje, mijn beste vrienden walgen van me ('t Is geen vioolconcert) - Arnon Grunberg, Kees Hulst, Roos Ouwehand
- 1996 - Van Palermo naar San Francisco ('t Is geen Vioolconcert) - Arnon Grunberg, Kees Hulst, Roos Ouwehand[12]
- 1999 - En
- 2008 - Nieuwe gordijnen[13]
- 2015[14] en 2018 - Sophie

### Regie
- 1996 - De dagen van Leopold Mangelmann ('t Is geen vioolconcert) - samen met Kees Hulst
- 1996 - Kom liefje, mijn beste vrienden walgen van me ('t Is geen vioolconcert) - samen met Kees Hulst
- 1996 - Van Palermo naar San Francisco' ('t is geen vioolconcert) - samen met Kees Hulst

## Prijzen
- 1997 - Ouwehand wint de Colombina voor haar (bij)rol in "Een soort Hades"
- 2007 - Genomineerd voor beste actrice, voor haar rol als Hannah de Swaan in "Keyzer en De Boer Advocaten".
- 2013 - Genomineerd voor de Colombina, voor haar bijrol in "Honingjagers"[15]
- 2023 - Winnaar Gouden Televizier-Ring met dramaserie Oogappels, waarvoor zij - samen met Lex Passchier - het scenario schreef.
- 2024 - Gouden Kalf voor Beste Scenario Dramaserie 2024 voor De Joodse Raad (met Paul Jan Nelissen).[16][17]
- 2024 - De Joodse Raad won de Zilveren Nipkowschijf 2024.[18]

## Trivia
- Heeft aan de serie Goede daden bij daglicht: afl. "Stoeptegel" naast haar rol ook aan het scenario meegewerkt.